# Jean Stothert

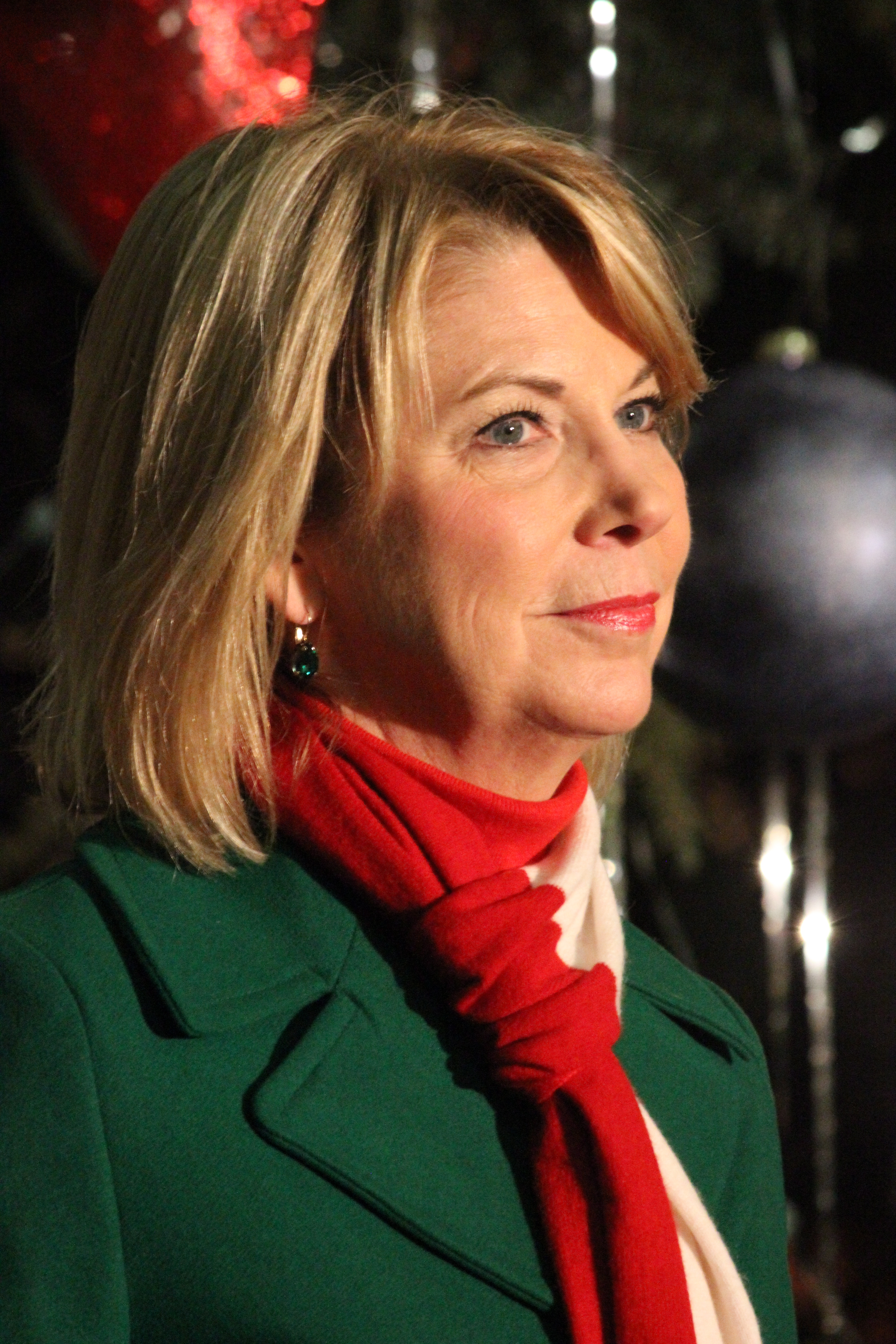
Jean Stothert (2013)

Jean Louise Stothert (* 7. Februar 1954 als Jean Louise Belanger in Wood River, Illinois) ist eine US-amerikanische Politikerin der Republikanischen Partei. Sie ist seit 2013 Bürgermeisterin von Omaha, der größten Stadt des US-Bundesstaates Nebraska.

## Leben
Jean Stothert studierte Pflegewissenschaften an der Seattle Pacific University und erhielt dort den Bachelor of Science. Nach dem Studium arbeitete sie als Krankenschwester in der Intensivpflege und später als Oberschwester und Pflegedienstleiterin an der Saint Louis University. 1992 zog Jean Stothert nach Omaha um. Im Jahr 2009 wurde sie als Vertreterin des fünten Bezirks in die Stadtverordnetenversammlung von Omaha gewählt.
Am 29. Juni 2012 gab Jean Stothert, die Mitglied der Republikanischen Partei ist, ihre Kandidatur für die Bürgermeisterwahl in Omaha im folgenden Jahr bekannt. Bei der Wahl am 2. April 2013 erhielt Stothert mit 32,2 % zwar die meisten Stimmen, jedoch nicht die erforderliche Absolute Mehrheit. Bei der Stichwahl am 14. Mai 2013 setzte sie sich mit 57,32 % der Stimmen gegen ihren demokratischen Herausforderer und Amtsvorgänger Jim Suttle durch. Am 10. Juni 2013 wurde sie in ihrem Amt vereidigt. Jean Stothert ist damit die erste weibliche Bürgermeisterin der Stadt Omaha. Am 10. Mai 2017 wurde Stothert wiedergewählt.
Jean Stothert war von 1981 bis zu dessen Tod im März 2021 mit dem Mediziner Joseph Stothert verheiratet und hat zwei Kinder.